# NGC 1409
NGC 1409 is een lensvormig sterrenstelsel in het sterrenbeeld Stier. Het hemelobject ligt 300 miljoen lichtjaar (86 × 106 parsec) van de Aarde verwijderd en werd op 6 januari 1785 ontdekt door de Duits-Britse astronoom William Herschel. Het hemelobject ligt ongeveer 23.000 lichtjaar van NGC 1410. Er wordt geschat dat beide sterrenstelsels in circa 200 miljoen jaar tijd zullen versmelten tot een grotere sterrenstelsel.

## Synoniemen
- PGC 13553
- UGC 2821
- KCPG 93A
- MCG 0-10-11
- VV 729
- ZWG 391.28
- 3ZW 55
- NPM1G -01.0133